# Falkenbergs BTK
Falkenbergs Bordtennisklubb är en bordtennisklubb bildad 30 november 1925.
Klubben gjorde debut i allsvenskan 1951 och har tagit 10 SM-guld (1963, 1964, 1971, 1972, 1976, 1979, 1980, 1981, 1986 och 1988) samt vunnit Europacupen en gång.
Falkenbergs BTK tillhör sedan länge eliten inom svensk bordtennis. Bland annat Erik Lindh och Peter Karlsson har spelat i klubben. 

## Kända spelare
- Stellan Bengtsson
- Ulf Carlsson
- Erik Lindh
- Jörgen Persson
- Peter Karlsson

### Fotnoter
1. ↑  ”Alla segrare”. Svenska Bordtennisförbundet. Arkiverad från originalet den 14 oktober 2013. https://web.archive.org/web/20131014144752/http://iof1.idrottonline.se/SvenskaBordtennisforbundet/ResultatStatistik/Nationellt/SM/Allasegrare1925-2013/. Läst 19 februari 2015.